# Suctobelbella sinuata
Suctobelbella sinuata är en kvalsterart som först beskrevs av Hammer 1982.  Suctobelbella sinuata ingår i släktet Suctobelbella och familjen Suctobelbidae. Inga underarter finns listade i Catalogue of Life.